# Pias Tower
La Pias Tower (ピアスタワー) est un gratte-ciel de l'arrondissement Kita-ku d'Osaka en 1996. Elle mesure 132 mètres de hauteur. Son architecture tranche avec le style sobre de la plupart des gratte-ciel japonais.
L'immeuble a été conçu par l'agence d'architecture Nikken Sekkei
L'immeuble appartient à la société de cosmétiques Pias Corporation, et le siège social de l'entreprise se situe dans les derniers étages de la Pias Tower. Kazutoshi Sakamoto, le Président du Groupe, a souhaité que le dessin de la tour rappelle un tube de rouge à lèvres, représentant ainsi un des produits vedettes de Pias.
Le rez-de-chaussée de la tour accueille une galerie d'art.